# Villanueva (La Guajira)
Villanueva, offiziell Santo Tomás de Villanueva, ist eine Gemeinde (municipio) im Departamento La Guajira in Kolumbien. Villanueva liegt nah an der Grenze nach Venezuela.

## Geographie
Villanueva liegt auf einer Höhe von ungefähr 250 Metern in der Nähe der venezolanischen Grenze im Süden des Departamentos La Guajira. Durch die Gemeinde fließt der Río Villanueva. Villanueva liegt 163 Kilometer südlich von Riohacha und nur 32 Kilometer von Valledupar entfernt. Die Gemeinde grenzt im Norden an El Molino, im Westen an San Juan del Cesar und an Valledupar im Cesar, im Süden an Urumita und im Osten an Venezuela.

## Bevölkerung
Die Gemeinde Villanueva hat 28.736 Einwohner, von denen 19.877 im städtischen Teil (cabecera municipal) der Gemeinde leben (Stand: 2019).

## Geschichte
Das Gebiet wurde schon vor der Ankunft der Spanier vom indigenen Volk der Chimila bewohnt. Villanueva wurde 1662 gegründet, von der frühen Geschichte ist allerdings wenig überliefert.

## Wirtschaft
Der wichtigste Wirtschaftszweig von Villanueva sind der Handel und die Landwirtschaft. Perspektivisch kann auch der Bergbau an Wichtigkeit gewinnen, da es große Kalksteinvorkommen gibt.

## Kultur
Aus Villanueva stammen viele in Kolumbien bekannte Vallenato-Musiker, weswegen die Stadt den Beinamen cuna de los acordeones (Wiege der Akkordeons) trägt. Im September findet jedes Jahr das Festival Cuna de Acordeones statt, das seit 1979 veranstaltet wird.

## Persönlichkeiten
In Villanueva wurde der Diplomat und Politiker Jorge Bendeck Olivella geboren.